# Лобач Віталій Ігорович
Лобач Віталій Ігорович (нар. 2 вересня 1986, Полтава,с.Абазівка) — український співак, композитор, блогер, автор пісень, виконавець сучасної української естрадної музики. Відомий завдяки каверам і авторським композиціям, а також участю у телепроєкті «Музична платформа України».

## Біографія
Народився 2 вересня 1986 року в місті Полтава, с. Абазівка  З дитинства захоплювався музикою, виступав на шкільних концертах та місцевих заходах. Починав свій творчий шлях як весільний музикант, згодом здобув популярність завдяки яскравим та емоційним виступам на урочистих подіях. Його сценічна харизма та вміння створювати святкову атмосферу зробили його улюбленцем публіки. Завдяки наполегливості та постійній роботі над собою, Віталій вийшов на професійну сцену. Його виступ у Жовтневому палаці у Києві в рамках телепроєкту «Музична платформа України» став важливою віхою у кар'єрі артиста. Віталія часто порівнюють зі старшим сином Віктора Павліка, Олександром Павліком, мовляв у того з'явився «брат-близнюк».

## Творчість
У 13 років почав співати з батьком на весіллях, заробляючи на власні потреби. У 15 — виступав самостійно, більшість заробленого віддавав на утримання сім'ї. Попри відсутність професійної музичної освіти, опанував спів самостійно.
Протягом 20 років працював музикантом у ресторанах, на весіллях, святах, виконуючи шансон та популярну музику.
Творчий стиль Віталія Лобача вирізняється поєднанням сучасних ритмів, поп-елементів та українських фольклорних мотивів. Його пісні часто мають ліричне забарвлення, містять глибокі метафори, особисті переживання та емоції.
Лобач не обмежується одним жанром — експериментує зі звучанням, що дозволяє його композиціям залишатися актуальними та впізнаваними. Його музика балансує між популярністю та глибиною змісту.
2015 року почав активно вести блог у соціальних мережах. Публікував як музичні кавери, так і повсякденний контент. 
Отримував запрошення на телебачення (зокрема програму «Привіт, Андрій»), однак після початку повномасштабного вторгнення Росії в Україну категорично відмовився від участі.
Під час пандемії COVID-19 проводив онлайн-концерти в соцмережах, спочатку безкоштовно, згодом — на донатах. Це стало джерелом підтримки сім'ї та тіснішого зв'язку з аудиторією.

### Перехід на українську музику
До 2022 року репертуар переважно складався з каверів, популярних на святах. Після повномасштабного вторгнення Росії, Віталій Лобач категорично і повністю відмовився від російської мови як у творчості, так і в повсякденному житті. Почав перекладати хіти українською та створювати авторські пісні. Успішність цих композицій підтверджується мільйонами прослуховувань на стримінгових сервісах.

## Особисте життя
2013 року під час сезонної роботи в Судаку познайомився з майбутньою дружиною Алевтиною. Алевтина народилася та проживала в місті Дніпро. Після народження сина Дениса більшість часу проводив на роботі, виконуючи до 25 виступів на святах щомісяця. Це спричинило кризу в стосунках, і пара звернулася до психолога. Завдяки терапії вдалося зберегти сім'ю та налагодити побутовий баланс. Разом із дружиною вони виховують сина та намагаються розмежовувати роботу і сімейний простір. Сьогодні сім'я проживає в Полтаві.

## Сольна кар'єра
2024 року Віталій Лобач офіційно розпочав сольну кар'єру, зробивши акцент на власному репертуарі та україномовній музиці. Рішення перейти до сольного формату стало логічним етапом у творчому розвитку артиста. Перші релізи отримали позитивні відгуки слухачів, а зростання популярності в соцмережах і на стримінгових майданчиках підтвердило актуальність обраного напрямку. Відтоді Лобач активно гастролює Україною, поєднуючи пісенну творчість із благодійною діяльністю.

## Інтерв'ю
У червні 2024 року Віталій Лобач став гостем програми «Слава+» на YouTube-каналі Слави Дьоміна. У відвертій розмові артист уперше публічно розповів про дитячі травми, заїкання, яке виникло внаслідок струсу мозку після ДТП у чотирирічному віці, а також про складні взаємини зі вчителями, які не вірили в його майбутнє через проблеми з мовленням, а також Віталій зізнався, чим його розчарувала відома співачка — MamaRika.
В одному з інтерв'ю Віталій Лобач поділився своєю творчою мрією — заспівати дуетом з українським естрадним артистом Павлом Зібровим.

## Конфлікт
У квітні 2025 року український співак Віталій Лобач звинуватив гурт «Курган і Агрегат» у несанкціонованому використанні його відеозапрошення для реклами свого концертного туру. За словами Лобача, його відео було використано без його дозволу, що викликало обурення артиста та його команди.

## Досягнення
2024 року Віталій Лобач отримав престижну нагороду від «Музичної платформи України» — «Вдалий старт-2024».
- Учасник телепроєкту «Музична платформа України» на YouTube.
- Учасник телепроєкту «Музика заради Перемоги» на YouTube.
- Учасник телепроєкту «Новорічна пісенна садиба» на YouTube.
- Учасник телепроєкту «Вечір пам'яті Миколи Мозгового».
- Учасник проєкту «Мій Music Hall» Олени Мозгової.
- Учасник концерту «Мелодія Київ».

Артист регулярно гастролює містами України. Бере участь у музичних фестивалях та колабораціях з іншими виконавцями. Його пісні потрапляють до українських музичних чартів та набирають мільйонні перегляди.

## Благодійність
З початку повномасштабного вторгнення Росії в Україну 2022 року Віталій Лобач активно долучився до волонтерської та благодійної діяльності. Разом із командою артист здійснює регулярну підтримку Збройних сил України, допомагаючи військовим на передовій.
Віталій також неодноразово виступає на благодійних концертах, метою яких є збір коштів на підтримку ЗСУ та постраждалих від війни українців.

## Дискографія
- 2016—2022 — кавери

### 2022 рік
- 2022 — «Лента за лентою» дует Марина і компанія
- 2022 — «Донечка» кліп
- 2022 — «А ти чекай» дует з Денисом Супруненко «Діти Фрістайла»
- 2022 — «Українки»
- 2022 — «Ти моє диво» дует з Марина і компанія
- 2022 — «Полтава»
- 2022 — «Згорєла» дует з YOXDEN
- 2022 — «Сумна і п'яна»
- 2022 — «Яка ти чарівна»
- 2022 — «Мамині очі»
- 2022 — «Новорічні дива»

### 2023 рік
- 2023 — «Одна єдина»
- 2023 — «Тет-а-Тет»
- 2023 — «Дівчина з Карпат»
- 2023 — «Ти ідеальна»
- 2023 — «Твої очі»
- 2023 — «Літній вечір»
- 2023 — «Так любили»
- 2023 — «Солдат»
- 2023 — «Моя любов»
- 2023 — «Коко-джамбо»
- 2023 — «Чичері»
- 2023 — «Почуття»

### 2024 рік
- 2024 — «Все сказала»
- 2024 — «Зірка моя» дует з Віталієм Шкурацьким
- 2024 — «Плакуча гітара» дует Марина і Компанія
- 2024 — «Любиш не любиш»
- 2024 — «Як ти там»
- 2024 — «Вишні»
- 2024 — «Люблю тебе.маниш мене дурманиш» (кавер)
- 2024 — «Подарую»
- 2024 — «Фермер»
- 2024 — «Наливай кума» (кавер)
- 2024 — «На небі шукав»
- 2024 — «Полтавські коломийки» з Made in Ukraine
- 2024 — «Забрала серце»
- 2024 — «П'яний»

### 2025 рік
- 2025 — «Без тебе»
- 2025 — «Новорічна мандаринка»
- 2025 — «Моя слабкість»
- 2025 — «Моє серце-твоє»
- 2025 — «Застрахована»
- 2025 — «Для тебе»
- 2025 — «Карі очі»
- 2025 — «Друзі»
- 2025 — «Лаванда»
- 2025 — «Кропива»
- 2025 — «В Одесу»

## Відеокліпи

### 2022 рік
- 2022 — «Донечка»
- 2022 — «А ти чекай» дует з Денисом Супруненко «Діти Фристайлу»
- 2022 — «Українки»
- 2022 — «Ти моє диво» дует з Марина і компанія
- 2022 — «Полтава»
- 2022 — «Яка ти чарівна»
- 2022 — «Новорічні дива»

### 2023 рік
- 2023 — «Одна єдина»
- 2023 — «Тет-а-Тет»
- 2023 — «Твої очі»
- 2023 — «Літній вечір»
- 2023 — «Так любили»
- 2023 — «Солдат»
- 2023 — «Моя любов»
- 2023 — «Coco Jumbo»
- 2023 — «Почуття»

### 2024 рік
- 2024 — «Все сказала»
- 2024 — «Зірка моя» дует з Віталієм Шкурацьким
- 2024 — «Плакуча гітара» дует з Марина і Компанія
- 2024 — «Як ти там»
- 2024 — «Вишні»
- 2024 — «Люблю тебе.маниш мене дурманиш» (cover)
- 2024 — «Подарую»
- 2024 — «Фермер»
- 2024 — «На небі шукав»
- 2024 — «П'яний»

### 2025 рік
- 2025 — «Без тебе»
- 2025 — «Новорічна мандаринка»
- 2025 — «Моя слабкість»
- 2025 — «Моє серце-твоє»
- 2025 — «Застрахована»
- 2025 — «Кропива»
- 2025 — «В Одесу»